# Agonum picicornoides
Agonum picicornoides är en skalbaggsart som beskrevs av Carl Hildebrand Lindroth. Agonum picicornoides ingår i släktet Agonum och familjen jordlöpare. Inga underarter finns listade i Catalogue of Life.